# Nguyễn Công Sơn
Nguyễn Công Sơn là một Trung tướng Công an nhân dân Việt Nam. Ông từng giữ chức vụ Phó Tổng cục trưởng Tổng cục Cảnh sát, Bộ Công an (Việt Nam) đến năm 2018.

## Sự nghiệp
Ông sinh ra và lớn lên tại Ninh Bình.
Năm 2008, ông là Đại tá, cục trưởng Cục Tham mưu cảnh sát.
Năm 2014, ông mang quân hàm Thiếu tướng, giữ chức vụ Phó Tổng cục trưởng Tổng cục Cảnh sát quản lý hành chính về trật tự xã hội, Bộ Công an.
Năm 2016, ông mang quân hàm Trung tướng, giữ chức vụ Phó Tổng cục trưởng Tổng cục Cảnh sát.

## Kỉ luật Đảng Cộng sản Việt Nam
Tại kì họp 30 từ ngày 17 đến ngày 19 tháng 10 năm 2018, Ủy ban Kiểm tra Trung ương Đảng Cộng sản Việt Nam đã đề nghị kỉ luật ông Nguyễn Công Sơn, nguyên Ủy viên Ban Thường vụ Đảng ủy, Phó Tổng cục trưởng Tổng cục Cảnh sát vì để xảy ra vi phạm trong Đảng ủy Tổng cục Cảnh sát, chịu trách nhiệm người đứng đầu và trách nhiệm cá nhân trong việc thực hiện nhiệm vụ.
Tại kì họp thứ 32 vào tháng 12 năm 2018, Ủy ban Kiểm tra Trung ương Đảng Cộng sản Việt Nam quyết định thi hành kỷ luật bằng hình thức cảnh cáo đối với Trung tướng Nguyễn Công Sơn vì có liên quan đến đường dây đánh bạc ngàn tỉ xuyên quốc gia do tướng Phan Văn Vĩnh Tổng cục trưởng Tổng cục cảnh sát bảo kê.

## Phong tặng
- Thiếu tướng Công an nhân dân Việt Nam
- Trung tướng Công an nhân dân Việt Nam (2015)